# Marion Stoltzová
Marion Stoltzová (* 30. srpna 1990 Dijon, Francie) je francouzská sportovní šermířka, která se specializuje na šerm šavlí. Francii reprezentuje od druhého desetiletí jednadvacátého století. V roce 2012 obsadila třetí místo na mistrovství Evropy v soutěži jednotlivkyň.